# Dolichopeza (Trichodolichopeza) chaka
Dolichopeza (Trichodolichopeza) chaka is een tweevleugelige uit de familie langpootmuggen (Tipulidae). De soort komt voor in het Afrotropisch gebied.